# Mihaela Purdea
Sabina Mihaela Purdea  (* 17. Dezember 1982 in Bistrița, Kreis Bistrița-Năsăud) ist eine ehemalige rumänische Biathletin.
Mihaela Purdea betreibt Biathlon seit 2001, seit 2003 als Mitglied des rumänischen Nationalkaders. 2002 gab sie ihr internationales Debüt im Rahmen des Junioren-Europacups. Ein Jahr später wurde Purdea erstmals im Biathlon-Europacup eingesetzt. Es dauerte noch bis 2005, bis sie in Oberhof erstmals in einem Staffelrennen (13.) und im Sprint (74.) im Rahmen des Biathlon-Weltcups eingesetzt wurde. Noch im selben Jahr erreichte sie als Siebte mit der Staffel im vorolympischen Rennen von San Sicario zusammen mit ihren langjährigen Staffelpartnerinnen Dana Plotogea, Éva Tófalvi und Alexandra Rusu ihr bestes internationales Ergebnis. Ihr bislang bestes Einzelrennen lief die Rumänin in der Saison 2009/10 in Östersund als 25. in einem Einzelrennen.
Purdeas erstes internationales Großereignis waren die Biathlon-Weltmeisterschaften 2005 in Hochfilzen. Hier war ein 14. Platz mit der Staffel ihr bestes Ergebnis. Ein Jahr später trat die Rumänin in drei Rennen bei den Olympischen Winterspielen 2006 von Turin in San Sicario an. Im Einzel wurde sie 75., in der Verfolgung 77. und konnte sich mit diesen Ergebnissen weder für die Verfolgung, noch für den Massenstart qualifizieren. Mit der Staffel kam sie auf den 14. Platz. Die Europameisterschaft desselben Jahres brachte im Einzel, im Sprint und der Verfolgung Platzierungen um den 25. Rang. Ein Jahr darauf in Bansko erreichte sie Platzierungen zwischen 16 und 19 und wurde Achte mit der Staffel. Abgesehen von einem elften Platz mit der Staffel verliefen die Biathlon-Weltmeisterschaften 2007 in Antholz nicht gut und brachte nur schlechte Ergebnisse mit Platz 60 im Einzel als bestes Resultat. Besser wurden die Biathlon-Weltmeisterschaften 2008 in Östersund. Purdea lief auf Platz 53 im Einzel, 48 im Sprint, 47 in der Verfolgung und wurde Elfte mit der Staffel. 2009 nahm die Rumänin an ihrer vierten WM teil. Mit Platz 44 im Einzel erreichte sie ihr bislang bestes WM-Ergebnis, das Verfolgungsrennen konnte sie als Überrundete nicht beenden. Im Einzel erreichte sie Platz 75, mit der Staffel lief sie auf den achten Rang. Mihaela Purdea nahm an den Olympischen Winterspielen 2010 teil. Ihr bestes Resultat war der 39. Platz im Sprint. Mit der Staffel belegte sie Rang 10. Danach startete sie noch bei den Sommerbiathlon-Weltmeisterschaften 2010 in Duszniki-Zdrój und beendete nach Rang elf in Sprint und 26 in der Verfolgung ihre aktive Karriere.
Nach ihrer aktiven Karriere wurde Purdea Trainerin in Predeal. 2016 brachte sie in Brașov mit einer Tochter ihr erstes Kind zur Welt.

## Biathlon-Weltcup-Platzierungen
Die Tabelle zeigt alle Platzierungen (je nach Austragungsjahr einschließlich Olympische Spiele und Weltmeisterschaften).
- 1.–3. Platz: Anzahl der Podiumsplatzierungen
- Top 10: Anzahl der Platzierungen unter den ersten zehn (einschließlich Podium)
- Punkteränge: Anzahl der Platzierungen innerhalb der Punkteränge (einschließlich Podium und Top 10)
- Starts: Anzahl gelaufener Rennen in der jeweiligen Disziplin

| Platzierung         | Einzel | Sprint | Verfolgung | Massenstart | Staffel | Gesamt |
| ------------------- | ------ | ------ | ---------- | ----------- | ------- | ------ |
| 1. Platz            |        |        |            |             |         |        |
| 2. Platz            |        |        |            |             |         |        |
| 3. Platz            |        |        |            |             |         |        |
| Top 10              |        |        |            |             | 8       | 8      |
| Punkteränge         | 2      | 6      | 1          |             | 30      | 39     |
| Starts              | 20     | 49     | 13         |             | 30      | 112    |
| Stand: Karriereende |        |        |            |             |         |        |

## Einzelbelege
1. ↑  Mihaela Purdea a uitat complet de biatlon! Are altă prioritate! (Memento des Originals vom 28. Juli 2016 im Internet Archive)  Info: Der Archivlink wurde automatisch eingesetzt und noch nicht geprüft. Bitte prüfe Original- und Archivlink gemäß Anleitung und entferne dann diesen Hinweis. (rumänisch)

| Personendaten    | Personendaten                             |
| ---------------- | ----------------------------------------- |
| NAME             | Purdea, Mihaela                           |
| ALTERNATIVNAMEN  | Purdea, Sabina Mihaela                    |
| KURZBESCHREIBUNG | rumänische Biathletin                     |
| GEBURTSDATUM     | 17. Dezember 1982                         |
| GEBURTSORT       | Bistrița, Kreis Bistrița-Năsăud, Rumänien |